# Gle Teungku
Gle Teungku är en kulle i Indonesien.   Den ligger i provinsen Aceh, i den västra delen av landet, 1 800 km nordväst om huvudstaden Jakarta. Toppen på Gle Teungku är 178 meter över havet.
Terrängen runt Gle Teungku är kuperad åt nordost, men åt sydväst är den platt. Havet är nära Gle Teungku åt nordväst.Runt Gle Teungku är det tätbefolkat, med 257 invånare per kvadratkilometer. Närmaste större samhälle är Banda Aceh, 12,6 km väster om Gle Teungku. Omgivningarna runt Gle Teungku är en mosaik av jordbruksmark och naturlig växtlighet.